# Andris Biedriņš
Andris Biedriņš (Riga, Latvija, 2. travnja 1986.) je latvijski košarkaš koji igra na pozicijama krilnog centra i centra NBA momčadi Golden State Warriorsa. Na Draftu 2004. odabran je na prvoj rundi kao 11. izbor na draftu.

## Europska karijera
Biedriņš je profesionalnu karijeru započeo u latvijskoj momčadi BK Skonto u sezoni 2002./03., kojoj se priključio sa 16 godina. Ubrzo se prometnuo u utjecajnog igrača koji nastupa za momčad u 41 utakmica lige s prosjekom od 2,9 koševa, 4,6 skokova i 1,32 blokova te postotkom preciznosti postizanja koševa 59,8%. Zbog svojih pothvata proglašen je latvijskim novakom godine. U europskim natjecanjima Biedriņš je za BK Skonto (sezona 2003/04) nastupio na 11 utakmica. To je bilo dovoljno za impresivan prosjek od 18,6 koševa, 8,2 skoka te 1,82 bloka po utakmici. U svojoj drugoj sezoni u latvijskoj ligi, Biedriņš u 28 utakmica postiže prosjek od 18 koševa, 8,9 skokova, 1,3 asistencije te1,86 bloka po utakmici, dok je preciznost postizanja koševa bila 61,5%. Nakon te sezone, Biedriņš se kvalificirao na NBA Draft 2004.

## NBA karijera
Na NBA 2004. Draftu, Biedriņš je odabran u 1. rundi kao 11. izbor Golden State Warriorsa. U svojoj rookie sezoni (2004/05.), Biedriņš je dobivao malu minutažu (prosjek: 3,6 koševa, 3,9 skokova, 0,8 blokova i 2,9 osobnih pogrešaka u 12,8 minuta te sveukupno 30 odigranih utakmica). Također, s 18 godina bio je i najmlađi igrač u ligi te sezone. Sljedeće godine, u sezoni 2005/06., Biedriņš je za Golden State odigrao 68 utakmica uz prosjek od 3,8 koševa i 4,2 skoka kroz 14,1 minutu po utakmici. Međutim, svoju igru nije uspio znatno poboljšati te je bio ismijavan zbog lošeg postotka slobodnih bacanja (30,6%) i nesposobnosti da smanji broj osobnih pogrešaka (190 prekršaja u točno 1000 odigranih minuta). Navijači Golden State Warriorsa nisu ga voljeli te su ga nazivali "Čovjek od jedne minute" kao aludacija na njegovu nesposobnost da odigra više od 60 sekundi bez prekršaja.

## Sezona 2006/07.
U svojoj trećoj sezoni, za Biedriņša započinje znatno bolje i sretnije razdoblje kada su Golden State Warriorsi odlučili da tadašnji trener Mike Montgomery bude zamijenjen s bivšim trenerom Dallas Mavericksa, Donom Nelsonom. Zanimljivo je napomenuti da je Don Elson uvršten među 50 najboljih NBA trenera svih vremena. Nelsonu je bilo dovoljno samo pet utakmica na klupi Warriorsa kako bi uočio loše igre i zalaganje na utakmici tadašnjeg centra Adonala Foylea. Nakon toga uvrstio je Andrisa Biedriņša kao startnog centra, nazivajući ga "najboljim velikim čovjekom kojeg trenutno ima". Biedriņš se igrački razvijao u svojoj novoj ulozi postavivši impresivan prosjek od 10,3 koša te nevjerojatan .621 prosjek preciznosti postignutih koševa iz igre (1. u NBA-u), 9,5 skokova i 1,9 blokova po utakmici uz 28,9 minuta igre. Njegova igračka veličina pokazana je u studenom 2006.kada su Warriorsi pobijedili kandidate za osvajanje prvenstva, San Antonio Spurse 119:111. Na toj utakmici Biedriņš je uspio zaustaviti superzvijezdu Spursa, Tima Duncana. Uspio je ostvariti 6 blokova, od toga tri izravna pokušaja Tima Duncana u trećoj četvrtini. Tijekom te sezone postavio je vlastite rekorde u koševima (31 protiv Denver Nuggetsa, 24. studenog 2006.) skokovima (18 protiv Charlotte Bobcatsa 2. ožujka 2007.), blokovima (7 protiv Denver Nuggetsa 22. studenog 2006.), asistencijama (5 protiv Washington Wizardsa 23. ožujka 2007.) i ukradenim loptama (5 protiv LA Lakersa 22. siječnja 2007).
Također, na glasovanju za igrača koji se najviše dokazao osvojio je visoko 5. mjesto

## 2008.
U srpnju 2007. Biedriņš je potpisao novi šestogodišnji ugovor vrijedan 54 mil $ (62 mil $ uključujući i sponzore) za Golden State Warriorse. Kada završi 2014. Warriorsi mogu ponovo potpisati ugovor s Biedriņšom. Također, Biedriņš je izabran kao zamjenik tadašnjeg kapetana momčadi, Stephena Jacksona. 3. studenog iste godine, Biedriņš je srušio vlastite rekorde u skokovima (22 protiv Memphis Grizzliesa) te asistencijama (6 protiv Atlanta Hawksa, 19. prosinca).

## 2009./10.
Sezona 2009./10. bila je jedna od najlošijih u Biedriņšovoj NBA karijeri. Igrao je u svega 33 utakmice (startao u njih 29). U prosjeku je postizao 5 koševa, 7,8 skokova i1,3 blokada za 23,1 minutu po utakmici. Veliku ulogu u tome igrala je igračeva ozljeda, dok je trener Warriorsa, Don Nelson kritizirao Biedriņšev nedostatak intenziteta i agresivnosti dok je na parketu. S druge strane, Biedriņš je završetkom sezone kritizirao svoju momčad u intervjuu danom u rodnoj Latviji.

## Reprezentacija
Biedriņš je postao aktivan član latvijske košarkaške reprezentacije još u tinejdžerskim godinama. 2001. je s 15 godina nastupao za Latviju na Europskom kadetskom prvenstvu. Biedriņš je bio 4. najbolji strijelac prvenstva (16,3 koševa po utakmici) te 3. skakač (8,5 skokova po utakmici). 2002. Biedriņš sudjeluje na Europskom juniorskom prvenstvu gdje je imao prosjek od 6,6 koševa i 7,3 skokova. Na Europskom prvenstvu do 18 godina 2004. godine imao je prosjek od 21,8 koševa, 14,4 skoka, 4,4 bloka te 3,8 ukradenih lopti. U utakmici protiv Francuske igrao je protiv budućeg kolege u NBA-u, Johana Petra. Na toj utakmici postigao je 21 koš te 16 skokova. Također, možemo spomenuti i utakmice protiv Gruzije (28 koševa i 11 skokova) i Italije (26 koševa i 20 skokova).
Hrvatskoj košarkaškoj javnosti ovaj igrač postao je poznat na EuroBasketu 2007. gdje je outsider Latvija predvođena Biedriņšom pobijedila izabranike tadašnjeg izbornika Hrvatske, Jasmina Repeše (85:77).
Biedriņš je za reprezentaciju Latvije dosad nastupio na dva europska prvenstvaEuroBasketa 2007. i 2009.) te je na oba Latvija završila na 13. mjestu.

## Privatni život
Uz težak početak koji ga je pratio dok je započinjao NBA karijeru, Biedriņš je američkoj javnosti bio poznat i po sudjelovanju u teškoj prometnoj nesreći kada je odlazio do dvorane Warriorsa, na domaću utakmicu, na autocesti 880 u Oaklandu. Njegov Porsche Cayenne Turbo totalno je uništen, dok je igrač prošao s manjim ozljedama te je proputio tu i sljedeću utakmicu.
S pozitivne strane, Biedriņš je poznat po sudjelovanju u nekoliko dobrotvornih organizacija. Kao rookie bio je aktivan u humanitarnim programima njegova kluba te je servirao hranu siromašnim građanima na Dan zahvalnosti u kalifornijskom Danvilleu. Također, ugostio je siromašnu djecu na poluvremenu utakmice Golden State Warriors - Memphis Grizzlies. Posjetio je i ozlijeđene američke vojnike koji su se vratili iz Iraka u Nacionalnom medicinskom centru izvan Washingtona, kada je njegova momčad igrala protiv Wizardsa.
Njegovo poznavanje engleskog jezika bilo je vrlo loše te je prilikom dolaska u SAD sam učio govoriti taj jezik tijekom šest mjeseci tijekom treninga u Los Angelesu tijekom Drafta za NBA 2004. godine.

## Vanjske poveznice
- Statistika igrača na NBA.com
- Statistika igrača na Basketball-Reference.com
- Andris Biedriņš na ESPN.com

## NBA statistika

### Regularni dio
| Godina    | Klub         | Odig. uta. | Uta. poč. | Min. | 2P%  | 3P%  | Sl. bac.% | Skok. | Asist. | Ukr. lop. | Blok. | Koševa |
| --------- | ------------ | ---------- | --------- | ---- | ---- | ---- | --------- | ----- | ------ | --------- | ----- | ------ |
| 2004./05. | Golden State | 30         | 1         | 12.8 | .577 | .000 | .475      | 3.9   | .4     | .4        | .8    | 3.6    |
| 2005./06. | Golden State | 68         | 2         | 14.7 | .638 | .000 | .306      | 4.2   | .4     | .3        | .7    | 3.8    |
| 2006./07. | Golden State | 82         | 63        | 29.0 | .599 | .000 | .521      | 9.3   | 1.1    | .8        | 1.7   | 9.5    |
| 2007./08. | Golden State | 76         | 59        | 27.3 | .626 | .000 | .620      | 9.8   | 1.0    | .7        | 1.2   | 10.5   |
| 2008./09. | Golden State | 62         | 58        | 30.0 | .578 | .000 | .551      | 11.2  | 2.0    | 1.0       | 1.5   | 11.9   |
| 2009./10. | Golden State | 33         | 29        | 23.1 | .591 | .000 | .160      | 7.8   | 1.7    | .6        | 1.3   | 5.0    |
| Ukupno    |              | 351        | 212       | 24.1 | .603 | .000 | .519      | 8.1   | 1.1    | .7        | 1.3   | 8.1    |

### Doigravanje
| Godina    | Klub         | Odig. uta. | Uta. poč. | Min. | 2P%  | 3P%  | Sl. bac.% | Skok. | Asist. | Ukr. lop. | Blok. | Koševa |
| --------- | ------------ | ---------- | --------- | ---- | ---- | ---- | --------- | ----- | ------ | --------- | ----- | ------ |
| 2006./07. | Golden State | 11.8       | 8         | 24.3 | .730 | .000 | .533      | 6.3   | .5     | .7        | 1.5   | 6.4    |
| Ukupno    |              | 11.8       | 8         | 24.3 | .730 | .000 | .533      | 6.3   | .5     | .7        | 1.5   | 6.4    |